# Get Mean
Get Mean è un film del 1975 diretto da Ferdinando Baldi.
La pellicola mescola elementi del genere western con altri ispirati al genere fantasy eroico, in un contesto storico fittizio. Il film è stato preceduto da altri tre con lo stesso protagonista, "lo Straniero", interpretato sempre da Tony Anthony: Un dollaro tra i denti (1967), Un uomo, un cavallo, una pistola (1967) e Lo straniero di silenzio (1968). Queste pellicole possono essere ritenute spaghetti western tradizionali benché presentino, soprattutto la terza, elementi estranei all'ambientazione del genere e alcuni anacronismi. Get Mean, invece, mostra caratteristiche insolite rispetto agli standard: popoli vissuti in epoche precedenti all'Ottocento, armi da fuoco di vari periodi storici usate nel medesimo contesto, chiese infestate dagli spiriti, donne guerriere omosessuali. Benché co-prodotto da una società italiana, il film è non è mai stato doppiato né distribuito in Italia.

## Trama
Lo Straniero riceve da una strega zingara l'incarico di portare in Spagna la principessa Elisabetta Maria, che dovrà essere incoronata regina. Spinto dalla ricompensa di 50 000 $, il pistolero accetta. Nel Vecchio Mondo (in un'ambientazione a metà tra il Medioevo e il Rinascimento) l'uomo si trova ad avere a che fare con nemici quali i vichinghi, i barbari e i mori. Gli avversari più agguerriti sono un nobile e fiero sovrano barbaro di origini visigote, Diego; un uomo gobbo, gottoso e collerico che si crede il Riccardo III di shakespeariana memoria, Sombra; e un cicisbeo effeminato ed omosessuale, Alfonso. Nonostante numerose difficoltà e rischi, come quello di essere letteralmente cotto allo spiedo, lo Straniero riuscirà a sbarazzarsi di chi lo ostacola e a portare a termine la sua missione, per poi tornare al suo Paese e al suo tempo.